# Anthophora harmalae
Anthophora harmalae är en biart som beskrevs av Morawitz 1878. Anthophora harmalae ingår i släktet pälsbin, och familjen långtungebin. Inga underarter finns listade i Catalogue of Life.